# William Villiers (3e comte de Jersey)
William Villiers, 3e comte de Jersey, 6e vicomte Grandison, (8 mars 1707 - 28 août 1769) est un pair et homme politique anglais de la famille Villiers. 

## Biographie

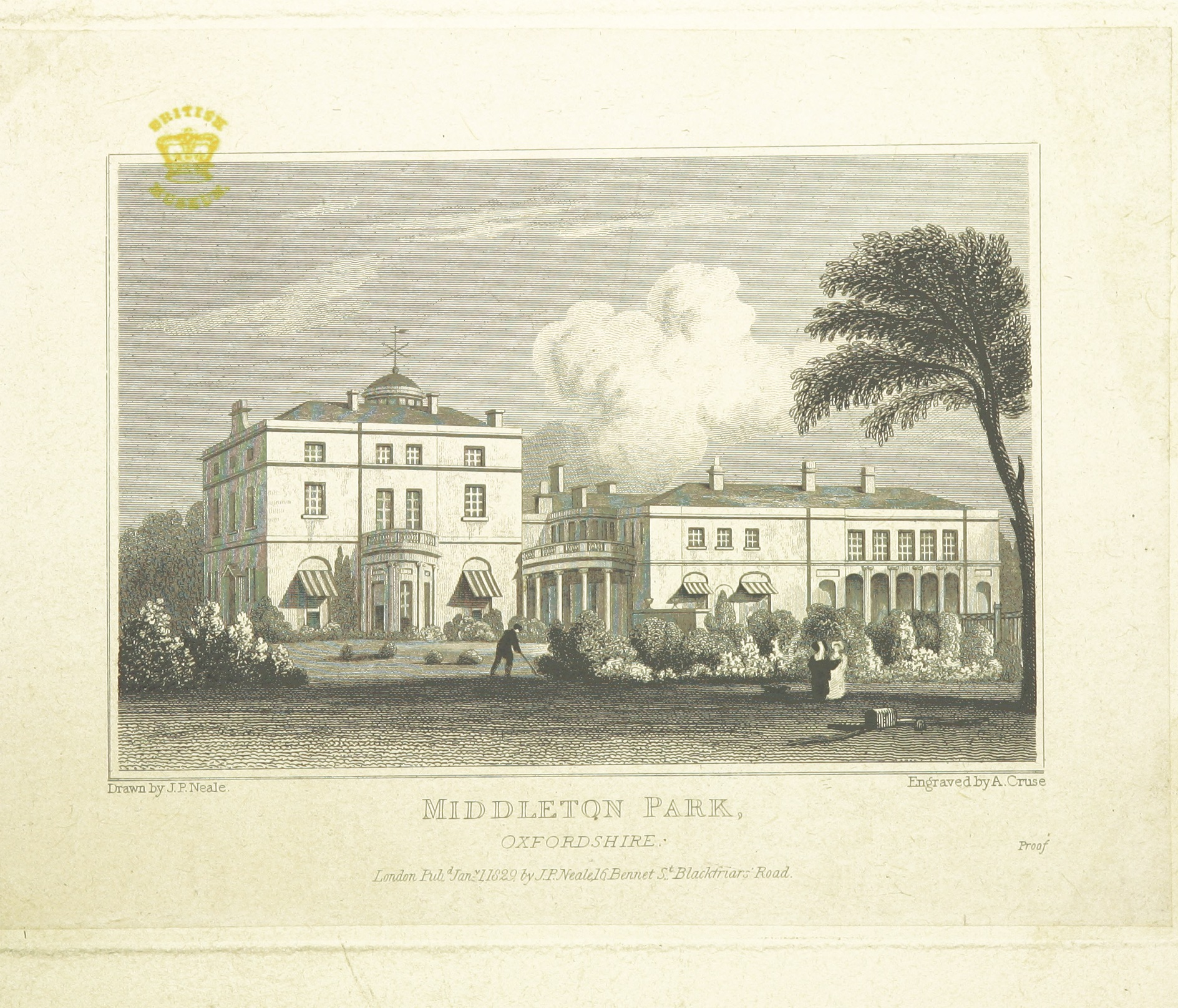
Middleton Park vers 1830

Il est le fils de William Villiers (2e comte de Jersey). Il est un gouverneur fondateur du Foundling Hospital, un organisme de bienfaisance qui reçoit sa charte royale le 17 octobre 1739 pour ouvrir un orphelinat pour enfants abandonnés à Londres. 
Le 23 juin 1733, il épouse Anne Russell, douairière duchesse de Bedford (c. 1704/1709 - 1762). Elle est la fille de Scroop Egerton, 1er duc de Bridgwater et veuve de Wriothesley Russell (3e duc de Bedford). Ils ont deux fils, mais un seul leur a survécu: 
- Frederick William Villiers, vicomte de Villiers (25 mars 1734 - avant le 11 octobre 1742)
- George Villiers (4e comte de Jersey) (1735–1805)

Il commande la construction du précédent Middleton Park, à Middleton Stoney, Oxfordshire. 